# Charlie Jones (musicista)
Charlie Jones (Bristol, 13 ottobre 1965) è un bassista britannico, noto per la sua militanza in band quali The Cult e Page and Plant.

## Biografia
Divenne noto inizialmente come fondatore della band Violent Blue, attiva nella seconda metà degli anni ottanta.
Nel 1994 entrò nella band Page and Plant, formata dai due ex membri dei Led Zeppelin. Ha inoltre collaborato con artisti quali Loreena McKennitt e Siouxsie Sioux.
Ha vinto inoltre un Grammy Award nel 2009 come co-autore della canzone "Please Read the Letter" dall'album Raising Sand di Robert Plant e Alison Krauss.
Ha inoltre inciso due album come solista, dal 2017 fa parte della band The Cult.

## Discografia

### Solista
- 1994 - Life Behind the Michrophone
- 2013 - Love Form

### Con i Page and Plant
- 1995 - No Quarter: Jimmy Page and Robert Plant Unledded
- 1998 - Walking into Clarksdale

### Con i Cult
- 2022 - Under The Midnight Sun

## Vita privata
È sposato dal 1991 con la ballerina Carmen Plant, figlia di Robert Plant. 